# Anolis baleatus
Anolis baleatus är en ödleart som beskrevs av  Cope 1864. Anolis baleatus ingår i släktet anolisar, och familjen Polychrotidae.

## Underarter
Arten delas in i följande underarter:
- A. b. baleatus
- A. b. altager
- A. b. caeruleolatus
- A. b. fraudator
- A. b. lineatacervix
- A. b. litorisilva
- A. b. multistruppus
- A. b. samanae
- A. b. scelestus
- A. b. sublimis